# Nueve cartas a Berta
Nueve cartas a Berta es la primera película de Basilio Martín Patino y se adscribe en lo que se denominó «Nuevo cine español», movimiento renovador que al final no tuvo la continuidad merecida. El filme se abre con una cita del poema "Españolito" de Antonio Machado:
, la cual sirve de hilo conductor al protagonista a lo largo de toda la película, como un joven entre dos mundos. Un mundo «que muere», el experimentado en Londres; y otro «que bosteza», el de la larga y monótona postguerra española. Martín Patino se vale de las nueve cartas que Lorenzo escribe a una Berta ausente para hacer un retrato sincero y crítico de la España franquista. El autor paraliza escenas que son instantes legados a Berta, pero también intercala la historia con imágenes costumbristas, como los primeros planos de los rótulos publicitarios. El film ganó la Concha de Plata en el Festival Internacional de Cine de San Sebastián.

## Trama
Lorenzo (Emilio Gutiérrez Caba) acaba de regresar de Inglaterra, donde se ha enamorado de Berta, una chica hija de padres exiliados que nunca ha visto España. Lorenzo intenta, a través de nueve hermosas cartas, que ella entienda cómo es el mundo en el que vivieron sus padres.
Primera carta - Sin título
Lorenzo lamenta no haber alargado más su estancia en Inglaterra, especialmente junto a Berta: "valoré demasiado esta comida y este sol y estos amigos". Su novia española, sus amigos y su familia lo notan distinto, como ausente. Lorenzo no puede evitar comparar lo de Londres con lo de España, echando de menos su relación con Berta: "el que podamos hablar ya abiertamente de todo, sin miedos, sin tabús, con esta total confianza". Lorenzo también se pregunta cuáles son las verdaderas intenciones de Berta: "si lo que más te interesaba de mí era con quien tener que hablar sobre todas esas cosas nuestras". En contraste, la primera carta concluye con la bendición de la mesa en compañía de su familia. 
Segunda carta - El rosario en familia
Lorenzo describe a sus padres para que Berta los conozca. De su padre dice que "no pudo terminar medicina a causa de la guerra". Mientras este asiste a un encuentro de la Hermandad de Alféreces Provisionales, Lorenzo afirma que "no quiere saber nada de nada fuera del banco, que por eso prefiere escribir sólo sobre deportes". Respecto a su madre: "yo sólo desearía para ti que fueses un poco más feliz que ella, más sincera, como menos esclava, más independiente, no sé cómo decirte, más libre". El padre descubre un libro de "poetas de la cáscara amarga" que Lorenzo ha traído de Londres, donde José Caballeira, exiliado republicano y padre de Berta, le dedica a Lorenzo incluyendo la cita del poema "Españolito" de Machado que abre la película. 
Tercera carta - A la sombra de las piedras doradas
A fin de enseñar a Berta la Salamanca monumental del Siglo de Oro, Lorenzo pide una cámara fotográfica "para que, aunque sean defectuosas, puedas tener una idea aproximada de cómo es todo esto". A la descripción le acompaña una sucesión de instantáneas de una ciudad monótona e inmóvil que abruma a Lorenzo, quien hace una cruda crítica sobre la dictadura: "luego me entra la preocupación de no tener ninguna preocupación, de no hacer nada (...) y de repente me viene como una depresión, como un hastío, como una necesidad de salir de aquí, donde sea, no hay nada que me llene, no espero nada, no sé qué será de mí en el futuro, para qué valdré, qué sentido tiene el acostumbrarse a vivir así, rutinariamente, sin alicientes, como en el rincón de un planeta parado, conforme a unas normas tan ajenas y viejas que no nos ayudan a vivir mejor, manteniendo y respetando unos intereses en los que no participo ni me atañen absolutamente". 
Cuarta carta - La noche
Lorenzo asiste a la clase de un profesor universitario que vive en el extranjero, con quien los alumnos visitan una Salamanca nocturna, donde el profesor asume el papel del exiliado español. Al respecto, Lorenzo asegura que "les da como rabia que sigamos viviendo aquí, no se convencen de que esto no es como lo dejaron". El profesor afirma que "a los emigrados a otro país, nos suele ocurrir lo que a los astrónomos (...) a fuerza de estar contemplando siempre nuestras altas esferas, terminamos desconectados de esta tierra de verdad, y ojos que no ven...". El grupo se para frente a la casa de Miguel de Unamuno, intelectual de cuyo arresto domiciliario hace referencia el profesor: "en aquella habitación última, cuantas horas de charla oyéndole sus interminables monólogos". Finalmente, Lorenzo le pregunta si conoce a Caballeira, a lo que el profesor afirma que son grandes amigos y que vivieron juntos en la Residencia de Estudiantes. 
Quinta carta - Un domingo por la tarde
Lorenzo pasa el domingo junto a sus tíos, comiendo en su casa y jugando una partida de cartas. Lorenzo le reconoce a Berta que "adaptarse a este tipo de vida es como quedarse un poco muerto", pero está harto "de andar haciendo siempre el ridículo con nuestros trascendentalismos". "También debe ser bonito dejarse llevar del ambiente, despreocuparse de líos, adaptarse a la partidita diaria con café y puro", declara mientras su relato se alterna con monótonas escenas, como la de unos hombres trajeados viendo el partido de fútbol en la televisión. Al volver a casa, su padre le pregunta quién es Caballeira. "Con eso de que sabéis más que los padres... pero qué equivocados estáis, allá vosotros, ya pagaréis las consecuencias (...) Y cuidado con mezclarte con esos jaleos que tú sabes, tendría gracias que saldría mi nombre en los periódicos... ¡las dos Españas!". Finalmente, Lorenzo se entera de que Berta y su padre se van a vivir a Puerto Rico. 
Sexta carta - La excursión
Lorenzo acompaña a su prima a un pueblo cercano, donde este controla el proyector cinematográfico. Una fuerte lluvia obliga a todos los asistentes a refugiarse en las escuelas, donde unos tunos entretienen al público mientras se secan los cables del proyector. Lorenzo contrapone el ambiente rural y folklórico del pueblo con Londres: "no he podido evitar el acordarme toda la tarde de los amigos aquellos de tu casa, Berta, de tu sensacional biblioteca, del cursillo sobre poesía mística española que va a dar tu padre en Puerto Rico, de la fabulosa cantidad de dólares que le pagan". Su prima recrimina a Lorenzo que debe querer más a su novia y olvidarse de Berta. Por sorpresa, la prima manda traer a la novia de Lorenzo al pueblo, terminando la pareja besándose sobre la hierba. Tras la proyección, Lorenzo regresa a casa, donde se acuerda de Berta antes de dormir: "hasta mañana, Berta, mi Berta, te quiero mucho, quisiera besarte, sólo te tengo a ti". 
Séptima carta - Pretérito imperfecto
Sin avisar a sus padres, Lorenzo viaja a Madrid, alojándose la primera noche en un seminario. Allí, reflexiona sobre el Concilio Vaticano II de Juan XXIII, apertura defendida por Berta y opuesta al nacionalcatolicismo. "No puedes negarme que un cristianismo así tiene que ser extraordinario, el del Dios bueno y comprensivo, sin Inquisición, sin miedos, sin vulgaridad. Hablar con Dios directamente, sin retórica, pedirle por ti y que nos sirva de comunicación". Lorenzo halla el antiguo piso de los padres de Berta, ocupado ahora por unas oficinas; y pasa otra noche con un viejo amigo inglés y su novia rusa: "les tengo aquí al lado y, a parte de darme muchísima envidia, tengo una sensación de desasosiego, (...) como de pecado". Lorenzo regresa a Salamanca con la pareja extranjera y pide a sus preocupados padres que los alojen en la casa. Estos se niegan y le recriminan su actitud. Lorenzo sospecha que sus padres le requisan todas las cartas de Berta. 
Octava carta - Tiempo de silencio
La carta lleva el nombre de 'Tiempo de silencio', novela de Luis Martín-Santos que es una brillante crítica de la sociedad de su tiempo y de instituciones como la familia, tal como son entendidas por la dictadura. Un Lorenzo de resaca es recriminado por su padre por no felicitar al director del banco. Una vez esta llega al bar, comienza a sentirse asfixiado por lo que todos esperan de él: "tiene uno que vivir callado. Y si veo las cosas de otro modo, tengo la cabeza a pájaros, soy un ingenuo, no es esa la educación que he recibido... (...) estoy cansado de agradecer, de tener que pasarme la vida agradeciendo, la educación que he recibido, la matrícula gratuita del colegio, el orden... no sé por qué no va mi madre también a agradecerle la comida que compra todos los días en el mercado, mi hermano que le dejen jugar al fútbol y mi abuela que pueda seguir viviendo". La angustia vital, en oposición a su vida en Inglaterra, provoca que Lorenzo caiga enfermo.
Novena carta - Un mundo feliz
La carta lleva el nombre de 'Un mundo feliz', novela de Aldoux Huxley que representa a modo de distopía una sociedad ideal en la que todos saben y aceptan su lugar en el orden social, lo cual pretende ser una analogía del Franquismo. Lorenzo marcha a la sierra para recuperarse, ayudando en la iglesia a su tío el cura, donde comienza a rendirse a la evidencia: "¿y por qué tengo yo que arreglar el mundo?". Aunque espera cartas de Berta, sigue sin recibir ni una: "y ni siquiera sé por dónde andarás. Si me quieres. Si me escribes o no me escribes. Si vale la pena seguir enviándote cartas y más cartas a lo tonto, llenas además de cosas fastidiosas". Notablemente recuperado tras un tiempo en la sierra, Lorenzo es felizmente recibido por sus padres, que han adquirido un moderno televisor. Finalmente, Lorenzo retoma con resignación la relación con su novia, aceptando que Berta nunca le escribirá y que su vida pertenece a la España franquista.

## Comentarios
Cada una de las cartas hace alusión a un aspecto de la sociedad franquista a la que el protagonista se resiste a adaptarse. La primera carta es un golpe de choque de los modelos férreos de la dictadura en oposición a la libertad de Inglaterra, personificada en Berta. La segunda carta es una crítica al modelo ideal de familia de la dictadura, donde el marido es trabajador y apolítico, mientras la mujer es sumisa y abnegada. La tercera carta es un lamento ante la incapacidad personal de combatir un régimen dictatorial que el director critica magistralmente. La cuarta carta realiza una reflexión sobre la posición de los exiliados y emigrados en el extranjero. La quinta carta es el primer momento en el que Lorenzo se ve tentado a claudicar y adaptarse a la monótona cotidianeidad del régimen. La sexta carta contrapone los sencillos modos de vida de los pueblos castellanos con la opulencia de los extranjeros, personificados en el padre de Berta. La séptima carta es una crítica al nacionalcatolicismo franquista y una contraposición entre la libertad de los extranjeros y la férrea represión de los españoles. La octava carta induce a Lorenzo hacia la angustia vital que la asfixiante represión social le genera, llegando a caer enfermo. La novena carta supone la claudicación de Lorenzo, que sin noticias de Berta, se ve incapaz de seguir resistiéndose a la evidencia y acepta resignado su papel en la sociedad. La película se rodó en la localidades salmantinas de Morille, Arapiles y Valero, además de en la propia Salamanca.

## Premios
Medallas del Círculo de Escritores Cinematográficos
| Categoría              | Nominados             | Resultado |
| ---------------------- | --------------------- | --------- |
| Mejor guion            | Basilio Martín Patino | Ganador   |
| Premio Antonio Barbero | Emilio Gutiérrez Caba | Ganador   |